# Archiv für Naturgeschichte
|  | Dieser Artikel wurde aufgrund von formalen oder inhaltlichen Mängeln in der Qualitätssicherung Biologie zur Verbesserung eingetragen. Dies geschieht, um die Qualität der Biologie-Artikel auf ein akzeptables Niveau zu bringen. Bitte hilf mit, diesen Artikel zu verbessern! Artikel, die nicht signifikant verbessert werden, können gegebenenfalls gelöscht werden. Lies dazu auch die näheren Informationen in den Mindestanforderungen an Biologie-Artikel. |

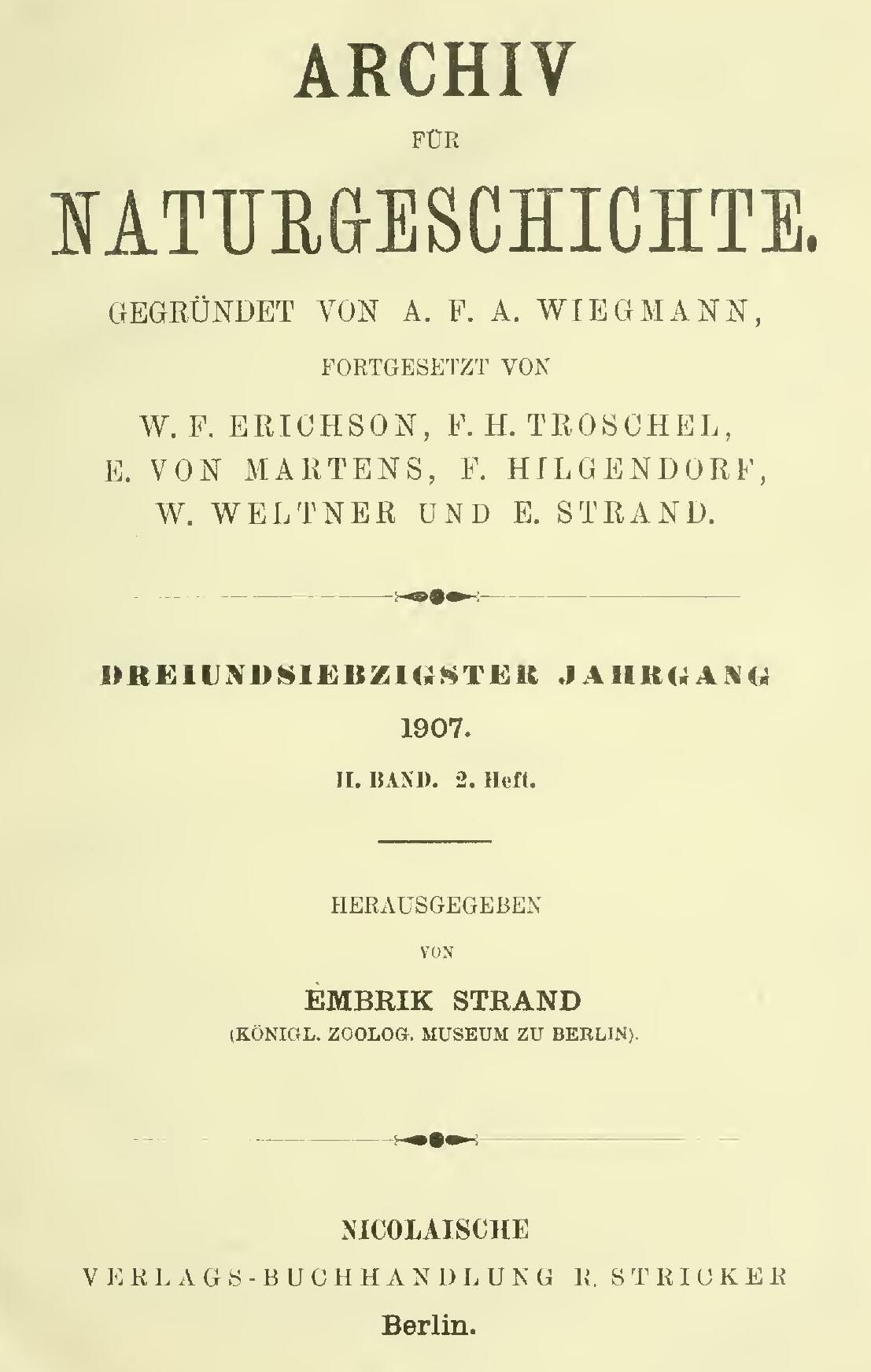
Titelseite der Zeitschrift (1907)

Archiv für Naturgeschichte war eine deutschsprachige Zeitschrift für Naturgeschichte. Die naturwissenschaftliche Fachzeitschrift wurde im Jahr 1835 von dem Zoologen Arend Friedrich August Wiegmann (1802–1841) gegründet und erschien von 1835 bis 1926 in Berlin. Es wurden 92 Bände veröffentlicht.